# Pasmo Wygiełzowskie
Pasmo Wygiełzowskie – pasmo Gór Świętokrzyskich położone na ich południowo-wschodnim krańcu. Rozciąga się od doliny Łagowicy na zachodzie, po dolinę Koprzywianki na wschodzie. W przeważającej części jest to teren rolniczy. Nieliczne lasy znajdują się w zachodniej części pasma. Wysokość w najwyższym punkcie wynosi 385 m n.p.m. Zbudowane z piaskowców, mułowców oraz iłołupków kambryjskich, przykrytych warstwą lessu.